# Metroul din Porto
Metroul din Porto este un sistem de metrou ușor care deservește orașul Porto din Portugalia. Este un sistem subteran în centrul orașului Porto și la suprafață în suburbiile orașului. Metro do Porto S.A. a fost înființată în 1993, iar prima linie a sistemului a fost deschisă în 2002.
În prezent, rețeaua cuprinde 6 linii și ajunge în șapte municipalități din zona metropolitană Porto: Porto, Gondomar, Maia, Matosinhos, Póvoa de Varzim, Vila do Conde și Vila Nova de Gaia. Are un total de 82 de stații operaționale de-a lungul a 67 de kilometri de linie comercială dublă. Cea mai mare parte a sistemului se află la nivelul solului sau este elevată, doar 8 kilometri din rețea fiind subterană. Sistemul este administrat de ViaPORTO.